# 슬로베니아 국가 계획에 대한 공헌
슬로베니아 국가 계획에 대한 공헌(슬로베니아어: Prispevki za slovenski nacionalni program), 약자로 노바 레비야 57(슬로베니아어: Nova revija 57)은 1987년 1월 출간되고 1987년 2월 16일 공개된 슬로베니아의 반정부 지식인이 발간한 잡지인 노바 레비야 제57호 특별호를 의미한다. 이 특별호에서는 슬로베니아 사회주의 공화국 내 비공산주의 및 반공주의 반체제 인사들의 슬로베니아의 민주화 가능성과 완전한 주권평등원칙 성취에 대한 16개 기고문이 실러 있다. 이 특별호는 세르비아 과학 예술 아카데미 각서(SANU 각서)와 유고슬라비아 공산주의자 동맹 내 지속되는 중앙집권화에 대한 반발로 출간되었다.
기고문의 저자들은 슬로베니아 내 다양한 정치적, 사회적 상황을 유고슬라비아 사회주의 연방 공화국과의 관계와 함께 집중적으로 분석하였다. 대부분의 기고자들은 슬로베니아의 독립을 직접적으로 언급하진 않았지만 슬로베니아의 주권, 민주주의, 다원주의와 더 많은 민주화를 요구하였다.
이 출판물은 구 유고슬라비아 전역에서 큰 파문을 일으켰다. 노바 레비야의 편집자들은 유고슬라비아 노동자 사회주의 연맹이 주최한 국가 주도의 공개 토론에서 자아비판 형식으로 강제 출두당했다. 편집위원들은 전원 물러났으나 저자들을 상대로 한 수감은 없었고 잡지도 제약 없이 계속 발행되었다.
이 잡지의 출판물은 이듬해 유고슬라비아 헌병대에게 체포당한 4명의 기자를 상대로 한 JBTZ 재판 과정 중 일어난 류블랴나 재판 반대 시위를 시작으로 하는 슬로베니아의 봄의 서막을 일으켰다.
이 특별호가 발간된 이후 기고 저자 대부분이 슬로베니아의 DEMOS 연합에 합류하였고, 이후 이 정당은 슬로베니아 민주 연합으로 발전하였다.

## 기고문 제목과 그 저자
- 티네 흐리바르: 슬로베니아의 국가지위 문제
- 이보 우르반치치: 유고슬라비아의 "민족주의 위기"와 국가의 종말을 바라보는 슬로베니아인
- 디미트리 루펠: 슬로베니아 국가 문제에 대한 답변
- 스포멘카 흐리바르: 아방가르드적 증오와 화해
- 벨코 나모르시: 유고슬라비아 인민군 내 슬로베니아어 사용
- 알렌카 골랴우슈체크: 태고적 시기와 시민
- 요제 푸치니크: 시민 사회의 정치 체제
- 그레고르 톰츠: 슬로베니아 사회주의 체제 하의 시민 사회
- 프란체 부차르: 국가로서 슬로베니아의 법적 합의
- 페테르 얌브레크: 슬로베니아 민족의 자결권
- 야네스 예로우셰크: 슬로베니아 대학의 어제, 오늘, 내일
- 벨코 루스: 슬로베니아인과 사회 통합 정책
- 마리안 로잔츠: 비합리적인 관점
- 요제 스노이: 현대 기독교와 슬로베니아인 정체성의 불합리성
- 드라고 얀차르: 슬로베니아인 망명자
- 니코 그라페나우에르: 자살적인 슬로베니아 모양

## 같이 보기
- 열흘 전쟁
- 1990년 슬로베니아 독립 투표